# Eibau
Eibau este o comună din landul Saxonia, Germania.